# Bahamy na Letnich Igrzyskach Olimpijskich 2004
Bahamy na XXVIII Letnich Igrzyskach Olimpijskich w Atenach reprezentowało 41. Był to 13 start Bahamczyków na letnich igrzyskach olimpijskich.

## Zdobyte medale
| Medal | Zawodnik                 | Dyscyplina sportowa | Konkurencja          |
| ----- | ------------------------ | ------------------- | -------------------- |
| Złoto | Tonique Williams-Darling | Lekkoatletyka       | bieg na 400 m kobiet |
| Brąz  | Debbie Ferguson          | Lekkoatletyka       | bieg na 200 m kobiet |